# Franz Friedrich Franck

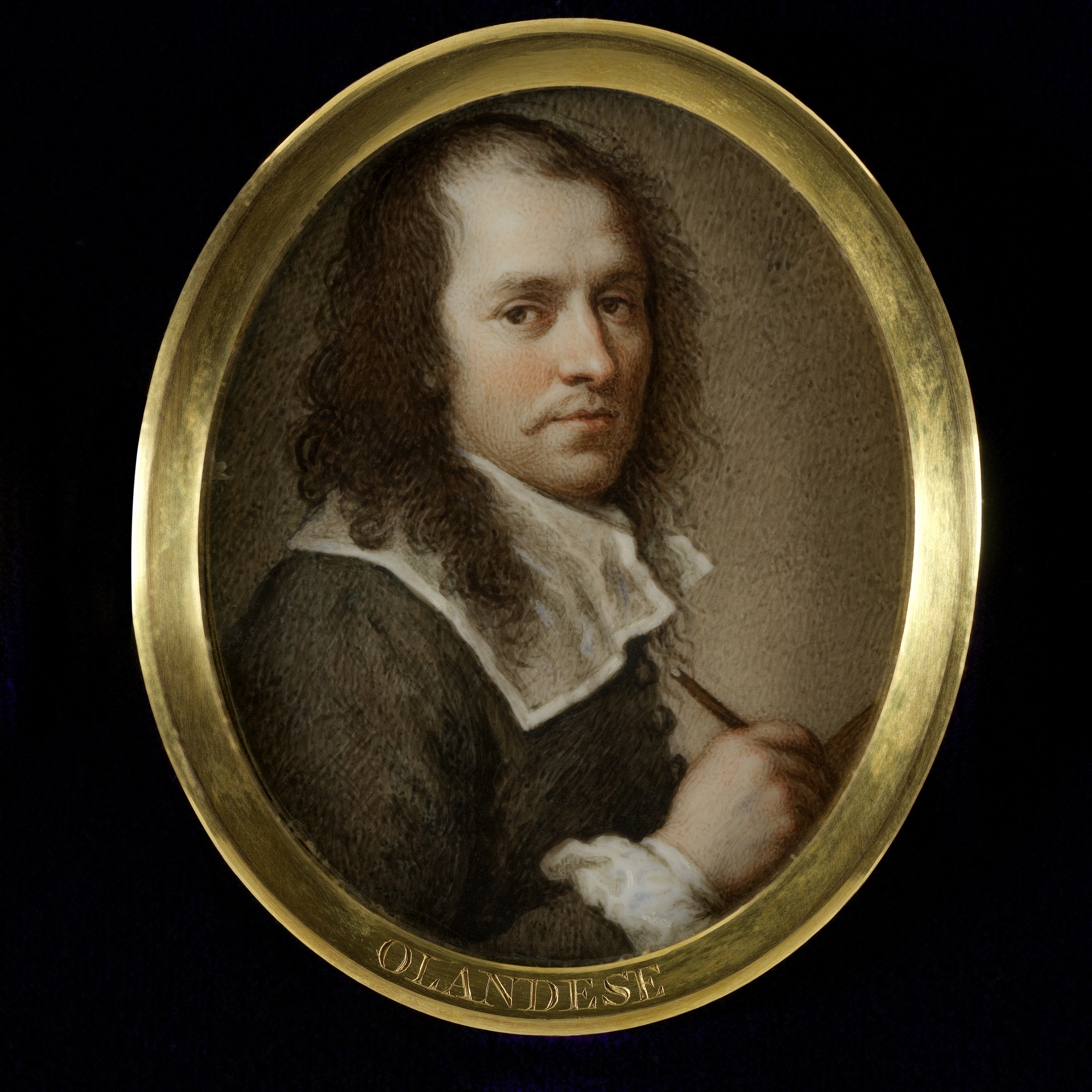
Franz Friedrich Franck (1627–1687)

Franz Friedrich Franck (* 1627 in Kaufbeuren; † 1687 in Augsburg) war ein Augsburger Maler.

## Leben und Wirken
Franck war der Sohn des Malers Hans Ulrich Franck und wurde zunächst durch diesen ausgebildet. Anschließend reiste er nach Italien, um sich dort weiterzubilden.
Er schuf u. a. Darstellungen von Heiligen für Kirchen, Porträts und Stillleben mit Motiven von Pflanzen, Früchten und Tieren. Das Waisenhaus in Augsburg besaß die drei Bilder aus dem Jahr 1674 „Hiob, armen Waisen Gaben austheilend“, „Ester“ und „David“. Das Stift Obermünster in Regensburg war früher im Besitz des Werkes „Sterbender Franz“, das sich heute im Regensburger Dom befindet.
In der St.-Anna-Kirche Augsburg befand sich „Ankunft Jakobs bei Joseph in Egypten“. Franck lieferte auch die Entwürfe zu den Augsburger Friedensgemälden aus den Jahren 1669 und 1675.
Seine Bilder wurden von bekannten Kupferstechern wie Kilian, Wolfgang und Faber gestochen.
Franck starb im Jahr 1687 und wurde auf dem evangelischen St.-Annen-Friedhof in Augsburg begraben.
Er hatte mindestens zwei Töchter: Jacobine Euphrosina (* 1676) und Anna Veronica (* 1679).